# Giorgio Pallavicino Trivulzio
Pour les articles homonymes, voir Pallavicino.

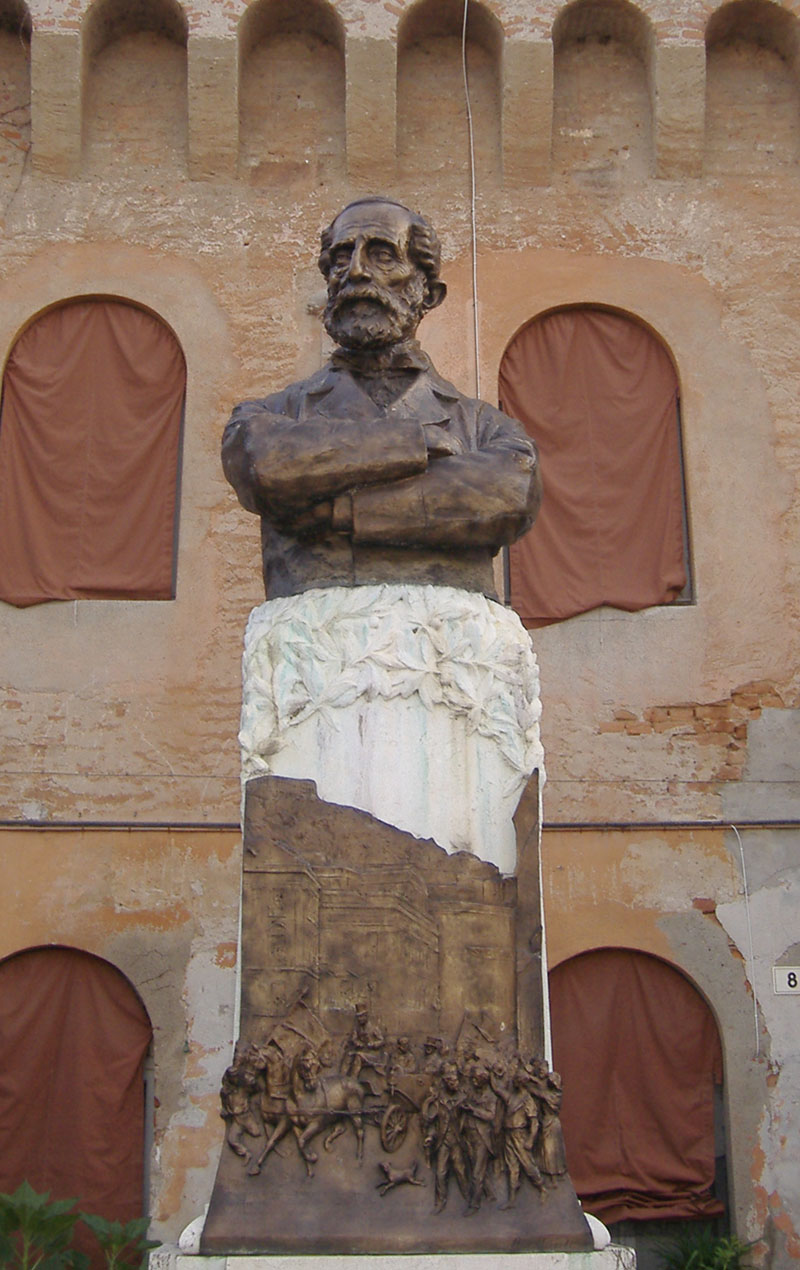
Monument à la mémoire de Giorgio Pallavicino, dans la commune de San Fiorano.

Giorgio Guido Pallavicino Trivulzio (né à Milan le 24 avril 1796, mort à Casteggio le 4 août 1878) est un patriote italien.

## Biographie
Giorgio Pallavicino Trivulzio est né dans une famille aristocratique, il est le fils de Giorgio Pio et de Anna Besozzi. Après avoir voyagé en Europe, il adhère à la société secrète carbonari. Lors des émeutes de 1820-1821, il participe activement à l'insurrection ; en particulier, il se rend dans le Piémont avec Gaetano Castiglia pour inviter Charles-Albert à entrer en Lombardie. Arrêté le 4 décembre 1821, il est interrogé par le magistrat instructeur Salvotti. Le 22 février 1823, il fait des aveux incriminant d'autres patriotes, parmi eux Federico Confalonieri. À l'issue de son procès, Pallavicino est condamné à mort ; la peine est commuée en vingt ans de prison qu'il purge dans la prison autrichienne du Spielberg (près de Brno) jusqu'en 1832, puis dans celle de Gradisca et de Lubiana. Il est amnistié en 1835, après une période d'exil forcé à Prague. En 1840, il revient en Lombardie.
Il reprend son activité politique après les cinq journées de Milan en 1848. Puis après la défaite du royaume de Sardaigne, il se réfugie d'abord en Suisse, puis à Paris, où il rencontre Daniele Manin. Il séjourne un long moment à Turin, où il est l'un des fondateurs de la Società nazionale italiana (Société nationale italienne) dont il assume la présidence en décembre 1857 après la mort de Manin. À Turin, il est élu au parlement de la seconde à la sixième législature avant d'être nommé sénateur en avril 1860.
À l'issue de l'expédition des Mille, Cavour, qui ne se fie pas du secrétaire général du « dictateur » Garibaldi, Agostino Bertani, fait nommer Pallavicino prodictateur de Naples immédiatement après l'entrée de Garibaldi dans la ville en septembre 1860. Pallavicino se bat, contre la volonté de Garibaldi d'annexer immédiate le royaume des Deux-Siciles au royaume de Sardaigne. Il est, à l'issue de cette mission, décoré du collier de l'Annonciade.
Par la suite, il est nommé préfet de Palerme, charge qu'il occupe du 16 avril au 25 juillet 1862. Le 15 juillet 1862 Garibaldi tient un discours enflammé dans lequel il évoque la libération de Rome. Après la journée de l'Aspromonte (29 août 1862), il est destitué par le Président du conseil Urbano Rattazzi qui lui reproche de ne pas s'être opposé aux desseins de Garibaldi. Pallavicino se retire de la vie publique.

## Distinctions honorifiques
- : Commandeur de l'Ordre des Saints-Maurice-et-Lazare
- : Grand officier de l'Ordre des Saints-Maurice-et-Lazare
- : Cavalier de Grand Croix décoré du Grand Cordon de l'Ordre des Saints-Maurice-et-Lazare
- : Cavalier de l'ordre suprême de la Très Sainte Annonciade